# نصرت کردبچه
نصرت کردبچه، متولد ۶ دی ۱۳۲۱، قهرمان سابق پرش ارتفاع و دبیر کمیته فدراسیون دو و میدانی زنان ایران است.

## زندگی شخصی
کردبچه دارای مدرک کارشناسی مترجمی زبان انگلیسی است. همسر او تیمور غیاثی رکورددار و قهرمان سابق پرش ارتفاع ایران و آسیاست.  آن‌ها دو فرزند به نام‌های علیرضا و پانته‌آ دارند.

## زندگی حرفه‌ای
نصرت کردبچه ورزش را با والیبال در باشگاه تاج آغاز کرد و پس از آن وارد ورزش دو و میدانی شد. او عضو تیم ملی دو و میدانی ایران در رشته‌های پرش طول، پرش ارتفاع و دوهای سرعت بوده‌است.
در سال ۱۹۶۶ به عنوان «شاخص‌ترین ورزشکار زن» ایران در مسابقات محمد علی جناح مطرح شد. او عناوینی هم در کشورهای ترکیه، روسیه و آلمان بدست آورده‌است. کردبچه در دو دوره در المپیاد دانشجویان در ایران به عنوان ستاره مسابقات انتخاب شد. او مدرک مربیگری در سطح بین‌المللی در رشته دو و میدانی را از کشور آلمان گرفته‌است.
از جمله مسئولیت‌های او می‌توان به موارد زیر اشاره کرد:
- رئیس انجمن دو و میدانی دانشگاه آزاد اسلامی
- ناظر کمیته ملی المپیک
- نایب رئیس فدراسیون دو و میدانی
- سر داور مسابقه‌ها و گروه تخصصی دو و میدانی در مسابقات
- نایب رئیس فدراسیون دو و میدانی

نصرت کردبچه در سال ۱۳۹۰ به سمت دبیر امور بانوان فدراسیون دو و میدانی منصوب شد. از جمله فعالیت‌های او تمرکز بر استعدادیابی در شهرستان‌ها بود. او در آذر سال ۱۳۹۱ سرپرستی تیم زنان ایران را در مسابقات دو و میدانی غرب آسیا در دوبی به عهده گرفت.